# ویکتور کوبال
ویکتور کوبال (چکی: Viktor Kubal; ۲۰ مارس ۱۹۲۳ – ۲۴ آوریل ۱۹۹۷) کارگردان، کاریکاتوریست، فیلمساز و پویانمای اهل کشور چکسلواکی(اسلواکی کنونی) بود. او را «پدر انیمیشن اسلواکی» می‌نامند و برای ساخت اولین فیلم بلند انیمیشن در اسلواکی مورد توجه قرار گرفته‌است.